# 2-Pentin
A 2-pentin telítetlen szerves vegyület, belső alkin.  Izomerje, az 1-pentin terminális alkin.

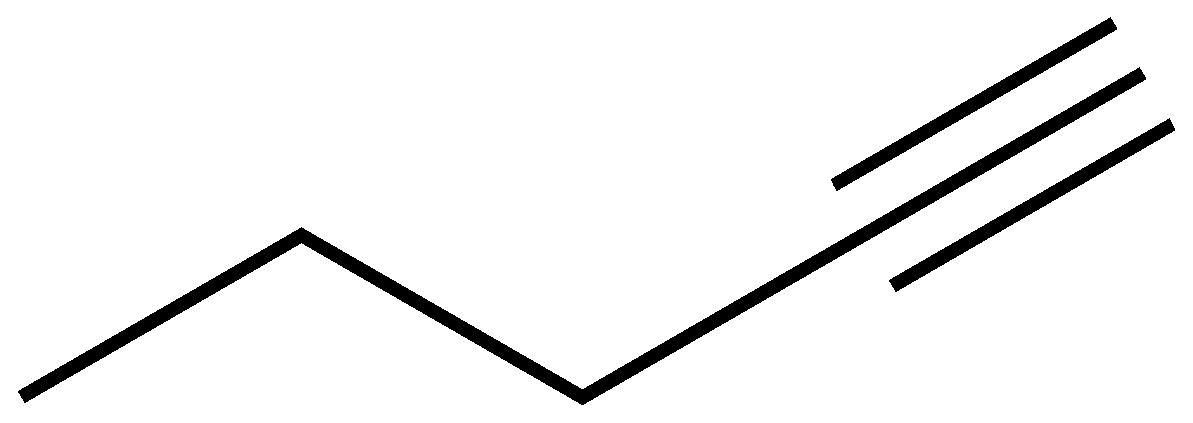
1-Pentyne

2,3-dihalogénpentánból, például 2,3-dibrómpentánból kálium-hidroxid/etanol jelenlétében 2-pentin keletkezik.

## Fordítás
- Ez a szócikk részben vagy egészben  a(z)   2-Pentyne című angol Wikipédia-szócikk ezen változatának fordításán alapul.  Az eredeti cikk szerkesztőit annak laptörténete sorolja fel. Ez a jelzés csupán a megfogalmazás eredetét és a szerzői jogokat jelzi, nem szolgál a cikkben szereplő információk forrásmegjelöléseként.
- Ez a szócikk részben vagy egészben  a(z)   2-pentino című spanyol Wikipédia-szócikk ezen változatának fordításán alapul.  Az eredeti cikk szerkesztőit annak laptörténete sorolja fel. Ez a jelzés csupán a megfogalmazás eredetét és a szerzői jogokat jelzi, nem szolgál a cikkben szereplő információk forrásmegjelöléseként.

## Külső hivatkozások
- NIST Chemistry WebBook page for 2-pentyne